# 拉莫特瓦尔菲塞
拉莫特瓦尔菲塞（法語：Lamotte-Warfusée）是法国皮卡第大区索姆省的一个市镇，属于亚眠区科尔比县。该市镇2009年时的人口为703人。

## 人口
拉莫特瓦尔菲塞人口变化图示
| 数据来源：INSEE |